# ドペンタコンタン
| ドペンタコンタン | ドペンタコンタン     |
| ---------------- | -------------------- |
| CH3(CH2)50CH3    |                      |
| IUPAC名          | ドペンタコンタン     |
| 分子式           | C52H106              |
| 分子量           | 731.39804            |
| CAS登録番号      | 7719-79-1            |
| 密度と相         | 0.822 (g/cm3) g/cm3, |
| 融点             | 90～93℃ °C           |
| 沸点             | 587.6℃ °C            |

ドペンタコンタン (Dopentacontane) とは、直鎖状のアルカンの1種。炭素原子が52個、分岐することなく一列に連なっている。分子式はC52H106。分子量は731.39804。密度は0.822 (g/cm3)。沸点は760mmHgにおいて587.6 (℃)。融点は90 (℃)～93 (℃)。引火点は527 (℃)。屈折率は1.46。